# Cwm
Cwm es una localidad situada en el condado de Blaenau Gwent, en Gales (Reino Unido), con una población estimada a mediados de 2016 de 2760 habitantes. Se encuentra ubicada al sur de Gales, a poca distancia al norte de Cardiff y del canal de Bristol.
Cwm es el lugar de nacimiento del jugador profesional de snooker Mark Williams (1975-).